# Vishnu Deo Sai

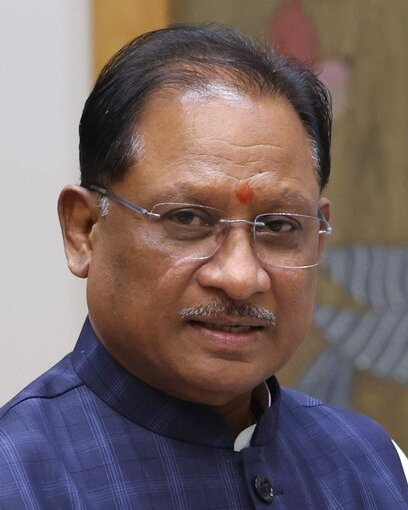
Vishnu Deo Sai (2025)

Vishnu Deo Sai oder Vishnudeo Sai (Hindi विष्णुदेव साय; * 21. Februar 1964 im Dorf Bagia, Distrikt Jashpur, damals in Madhya Pradesh, heute in Chhattisgarh, Indien) ist ein indischer Politiker. Seit dem 13. Dezember 2023 ist der Chief Minister des indischen Bundesstaats Chhattisgarh.

## Biografie
Vishnu Deo Sai wurde in einem Dorf im ländlichen Bergland an der Ostgrenze von Chhattisgarh (bis zum Jahr 2000 noch Teil des Bundesstaats Madhya Pradesh) als Sohn von Ram Prasad Sai und Jashmani Devi geboren. Seine Familie gehört der Ethnie der Kanwar an, einer Bevölkerungsgruppe, die Chhattisgarhi und Sadri spricht und staatlicherseits als scheduled tribe, d. h. registrierte indigene Stammesbevölkerung (Adivasi) anerkannt ist. Seine grundlegende Schulbildung erhielt er vor Ort und anschließend besuchte er die Loyola Higher Secondary School in Kunkuri im Distrikt Jashpur. Eine weitere Ausbildung in Ambikapur brach er 1988 ab und kehrte in sein Heimatdorf zurück, wo er danach als Landwirt tätig war.
Sai entstammt einer politisch aktiven Familie. Sein Großvater Budhnath Sai war von 1947 bis 1952 Abgeordneter im Parlament von Madhya Pradesh. Zwei Onkel väterlicherseits waren als Abgeordnete der Jan Sangh (der Vorgängerpartei der Bharatiya Janata Party) im Parlament von Madhya Pradesh tätig: Narhari Prasad Sai von 1962 bis 1967 sowie von 1972 bis 1977, und Kedarnath Sai von 1967 bis 1972. Erstgenannter wurde bei der gesamtindischen Wahl 1977 im Wahlkreis Raigarh in die Lok Sabha gewählt und amtierte 1977 bis 1979 als Staatsminister in der damaligen Regierung der Janata Party (Kabinett Desai).
Ab denn 1980er Jahren wurde Vishnu Deo Sai in seiner Heimatregion für die BJP aktiv und profilierte sich als Interessenvertreter der indigenen Stammesbevölkerung. Von 1990 bis 1998 war er während zweier Legislaturperioden Abgeordneter für den Wahlkreis Tapkara im Parlament von Madhya Pradesh. Bei der Parlamentswahl 1999 wurde er im Wahlkreis Raigarh, der für Angehörige der scheduled tribes reserviert ist, in die Lok Sabha gewählt und konnte den Wahlkreis bei den folgenden gesamtindischen Wahlen 2004, 2009 und 2014 für die BJP behaupten. Bei den Wahlen zum Regionalparlament von Chhattisgarh 2003 und 2008 kandidierte er als BJP-Kandidat im Wahlkreis Pathalgaon, war aber beide Male nicht erfolgreich. 2006 bis 2010 und erneut von Januar bis August 2014 sowie von 2020 bis 2022 war er BJP-Parteivorsitzender in Chhattisgarh.
Im Kabinett Modi I bekleidete Sai zunächst vom 27. Mai 2014 bis 9. November 2014 den Posten eines Staatsministers (Staatssekretärs) im Ministerium für Bergbau, Stahl, Arbeit und Beschäftigung. Nach einer Umbildung des Ministeriums war er in gleicher Funktion vom 9. November 2014 bis 5. Juli 2016 in Ministerium für Bergbau und im Ministerium für Stahl tätig. Ab dem 5. Juli 2016 war er bis zum Ende der Legislatur Staatsminister im Ministerium für Stahl. Bei der gesamtindischen Wahl 2019 stellte ihn die BJP-Parteiführung nicht erneut als Kandidaten auf, und Sai kehrte in sein Heimatdorf zurück um sich wieder der Landwirtschaft zu widmen.
Bei der Wahl zum Parlament von Chhattisgarh am 17. November 2023 errang die BJP einen Wahlsieg und gewann 54 von 90 Wahlkreismandaten. Auch Deo wurde im Wahlkreis Kunkuri mit großer Mehrheit gewählt. Die BJP-Parteiführung hatte sich vor der Wahl nicht auf einen Spitzenkandidaten für das Amt des Chief Ministers festgelegt. Die Entscheidung der BJP-Führung für Vishnu Deo Sai kam einigermaßen überraschend. Am 13. Dezember 2023 wurde Sai als neuer Chief Minister von Chhattisgarh vereidigt. Seine Stellvertreter wurden Arun Sao, ein prominenter Vertreter der Other Backward Classes (OBC) und Vijay Sharma, ein Angehöriger der Brahmanen-Kaste.

## Persönliches
Am 27. Mai 1991 heiratete er Kaushalya Devi, mit der er einen Sohn und zwei Töchter hat. Vishnu Deo Sai hat den Ruf einer ausgleichenden, nicht kontroversen Persönlichkeit, und ist für seine organisatorischen Fähigkeiten und seine gute Verwurzelung in der Parteibasis bekannt.